# 지구형 행성 탐사기

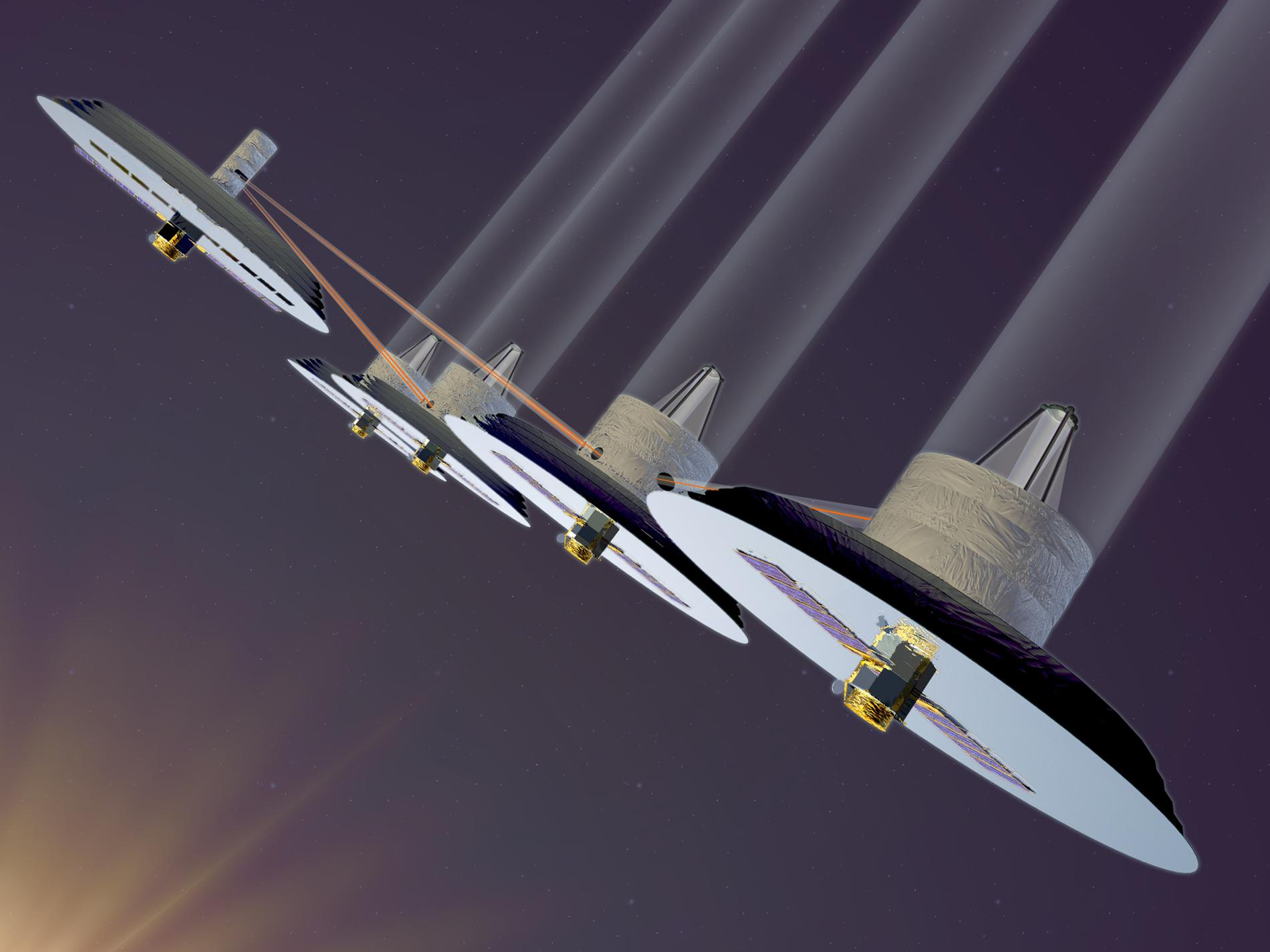
지구형 행성 탐사기 - 적외선 천문 간섭계의 개념도.

지구형 행성 탐사기(Terrestrial Planet Finder, 이하 TPF)는 외계 지구형 행성을 찾을 수 있는 망원경을 이용한, 미 항공우주국의 우주 탐사 계획이다.
2002년 5월 미 항공우주국(이하 나사)은 TPF 계획을 실행하는 데 있어 더 나은 연구 결과 및 기술적 진보를 꾀하기 위해 두 개의 기술적 설계안을 채택했다. 두 설계안은 방법은 달랐으나, 별빛을 차단하여 어두운 천체를 찾아내자는 취지는 일치했다. 두 설계안의 내용은 다음과 같다.
- 적외선 천문 간섭계(Infrared astronomical interferometer, 이하 TPF-I): 고정된 장치에 여러 개 작은 망원경을 고정시키거나 우주선 여러 대를 띄워 이들이 큰 망원경 역할을 하도록 한다. 여기에는 별빛을 백만 분의 일까지 감소시켜서, 외계 행성에서 발산하는 미약한 적외선 파장을 감지하는 기술(널링)을 채택했다.

- 가시광선 코로나그래프(Visible Light Coronagraph, 이하 TPF-C): 허블 우주 망원경보다 크기는 3~4배, 해상도는 10배 이상에 이르는 거대한 망원경을 사용한다. 이 망원경은 별빛을 십억 분의 일까지 감소시킬 수 있다.

이들 설계안이 시도하는 기술적 수준은 마치 먼 거리에서 밝은 서치라이트 옆에 빛나는 반딧불을 찾는 것에 비유할 수 있었다. 어두운 천체를 찾는 것에 더하여 이들 계획은 외계 행성의 대기 구성과 표면 상태, 생명체의 존재 여부를 알아내는 것까지 목표로 하고 있었다. 2004년 5월 두 설계안이 승인되었다. NASA와 제트 추진 연구소(JPL)는 이 두 가지 설계안을 실행하기 위한 기술 발전 및 실험과 외계행성 탐사 관련 연구를 위해 정부에 예산 배정을 요구하였다. NASA의 계획에 따르면 적외선 천문 간섭계는 2020년에, 가시광선 코로나그래프는 2014년에 실행에 옮길 계획이었다. 2007년 1월 31일 미 하원은 미 하원 결의안 20에 의거한 정부 예산 삭감안을 통과시켰다. 2월 14일 미 상원은 TPF 계획을 무기한 연기했다.
2006년 2월 6일 공개된 NASA의 2007년 예산안에 따르면, TPF 계획은 무기한 연기되었다. 2006년 6월 미 하원 분과 위원회는 유로파 계획과 함께 TPF에 자금을 지원하기로 결정했었다. 그러나 2007년 4월부로 자금지원은 무산되었고 TPF는 중단되었다.
현재 유럽 우주국(ESA)은 TPF와 비슷한 미션인 다윈을 구상하고 있다.

## TPF의 탐사대상 천체 100개
| 순위 | 이름                  | 별자리           | 거리 (광년) | 분광형 | 발견된 행성 수 |
| ---- | --------------------- | ---------------- | ----------- | ------ | -------------- |
| 1    | 센타우루스자리 알파 A | 센타우루스자리   | 4.3         | G2V    |                |
| 2    | 센타우루스자리 알파 B | 센타우루스자리   | 4.3         | K1V    |                |
| 3    | 고래자리 타우         | 고래자리         | 12          | G8V    |                |
| 4    | 카시오페이아자리 에타 | 카시오페이아자리 | 19          | G3V    |                |
| 5    | 물뱀자리 베타         | 물뱀자리         | 24          | G2V    |                |
| 6    | 공작자리 델타         | 공작자리         | 20          | G8V    |                |
| 7    | 타비트                | 오리온자리       | 26          | F6V    |                |
| 8    | 토끼자리 감마         | 토끼자리         | 29          | F7V    |                |
| 9    | 에리다누스자리 엡실론 | 에리다누스자리   | 10          | K2V    | 1              |
| 10   | 케이드                | 에리다누스자리   | 16          | K1V    |                |
| 11   | 큰부리새자리 제타     | 큰부리새자리     | 28          | F9V    |                |
| 12   | 자비야바              | 처녀자리         | 36          | F9V    |                |
| 13   | 머리털자리 베타       | 머리털자리       | 30          | G0V    |                |
| 14   | 공작자리 감마         | 공작자리         | 30          | F6V    |                |
| 15   | 페르세우스자리 이오타 | 페르세우스자리   | 34          | G0V    |                |
| 16   | 인디언자리 엡실론     | 인디언자리       | 12          | K5V    |                |
| 17   | 뱀자리 감마           | 뱀자리           | 36          | F6V    |                |
| 18   | 알사피                | 용자리           | 19          | K0V    |                |
| 19   | 페르세우스자리 세타   | 페르세우스자리   | 37          | F7V    |                |
| 20   | 처녀자리 61           | 처녀자리         | 28          | G6V    |                |
| 21   | 안드로메다자리 웁실론 | 안드로메다자리   | 44          | F8V    | 3              |
| 22   | 고래자리 카파         | 고래자리         | 30          | G5V    |                |
| 23   | 물고기자리 이오타     | 물고기자리       | 47          | F7V    |                |
| 24   | 큰부리새자리 10       | 큰부리새자리     | 43          | F9IV   |                |
| 25   | HD 102365             | 센타우루스자리   | 30          | G3V    |                |
| 26   | 황새치자리 제타       | 황새치자리       | 38          | F7V    |                |
| 27   | 마차부자리 람다       | 마차부자리       | 41          | G1IV   |                |
| 28   | 아셀루스 프리무스     | 목동자리         | 47          | F7V    |                |
| 29   | 염소자리 프시         | 염소자리         | 48          | F5V    |                |
| 30   | 알키바                | 까마귀자리       | 48          | F2V    |                |
| 31   | 테이블산자리 알파     | 테이블산자리     | 33          | G5V    |                |
| 32   | 목동자리 시그마       | 목동자리         | 50          | F2V    |                |
| 33   | 토끼자리 에타         | 토끼자리         | 49          | F1V    |                |
| 34   | 남쪽삼각형자리 베타   | 남쪽삼각형자리   | 40          | F2III  |                |
| 35   | 페가수스자리 크시     | 페가수스자리     | 53          | F7V    |                |
| 36   | HD 84117              | 바다뱀자리       | 49          | G0V    |                |
| 37   | 큰곰자리 47           | 큰곰자리         | 46          | G1V    | 2              |
| 38   | 용골자리 I            | 용골자리         | 53          | F2IV   |                |
| 39   | 봉황새자리 누         | 봉황새자리       | 49          | F8V    |                |
| 40   | 황소자리 111          | 황소자리         | 48          | F8V    |                |
| 41   | 큰곰자리 61           | 큰곰자리         | 31          | G8V    |                |
| 42   | 제단자리 뮤           | 제단자리         | 50          | G3IV-V | 4              |
| 43   | 이리자리 G            | 이리자리         | 60          | F5IV-V |                |
| 44   | 고래자리 피2          | 고래자리         | 51          | F7IV-V |                |
| 45   | 뱀주인자리 58         | 뱀주인자리       | 57          | F7V    |                |
| 46   | 에리다누스자리 타우6  | 에리다누스자리   | 58          | F3V    |                |
| 47   | HD 147513             | 전갈자리         | 42          | G5V    | 1              |
| 48   | 까마귀자리 에타       | 까마귀자리       | 59          | F2V    |                |
| 49   | HD 5015               | 카시오페이아자리 | 61          | F8V    |                |
| 50   | 마차부자리 프시5      | 마차부자리       | 54          | G0V    |                |
| 51   | 허큘리스자리 72       | 허큘리스자리     | 47          | G0V    |                |
| 52   | 남쪽물고기자리 타우   | 남쪽물고기자리   | 61          | F6V    |                |
| 53   | 고래자리 6            | 고래자리         | 62          | F5V    |                |
| 54   | 작은사자자리 20       | 작은사자자리     | 49          | G3Va   |                |
| 55   | HD 219134             | 카시오페이아자리 | 21          | K3V    |                |
| 56   | 작은사자자리 15       | 작은사자자리     | 60          | G0.5Va |                |
| 57   | 그물자리 제타1        | 그물자리         | 39          | G2.5V  |                |
| 58   | 에리다누스자리 58     | 에리다누스자리   | 43          | G3V    |                |
| 59   | 게자리 키             | 게자리           | 59          | F6V    |                |
| 60   | 허큘리스자리 110      | 허큘리스자리     | 62          | F6V    |                |
| 61   | 처녀자리 59           | 처녀자리         | 59          | G0Vs   |                |
| 62   | 전갈자리 18           | 전갈자리         | 46          | G1V    |                |
| 63   | 게자리 55             | 게자리           | 40          | G8V    | 5              |
| 64   | HD 104304             | 처녀자리         | 42          | G9IV   |                |
| 65   | 페가수스자리 51       | 페가수스자리     | 50.1        | G2.5V  | 1              |
| 66   | 목동자리 45           | 목동자리         | 64          | F5V    |                |
| 67   | 마차부자리 오미크론   | 마차부자리       | 63          | F8V    |                |
| 68   | 오리온자리 74         | 오리온자리       | 64          | F5IV-V |                |
| 69   | 시계자리 이오타       | 시계자리         | 51          | G0V    | 1              |
| 70   | 리즐 알 아와          | 처녀자리         | 61          | F2III  |                |
| 71   | 카멜레온자리 알파     | 카멜레온자리     | 63          | F5III  |                |
| 72   | HD 192310             | 염소자리         | 29          | K0V    |                |
| 73   | 큰곰자리 피1          | 큰곰자리         | 46          | G1.5Vb |                |
| 74   | 남십자자리 에타       | 남십자자리       | 64          | F2III  |                |
| 75   | HD 207129             | 두루미자리       | 51          | G0V    |                |
| 76   | HD 46588              | 기린자리         | 58          | F8V    |                |
| 77   | 이리자리 누2          | 이리자리         | 48          | G4V    |                |
| 78   | 백조자리 17           | 백조자리         | 68          | F7V    |                |
| 79   | 사자자리 40           | 사자자리         | 69          | F6IV   |                |
| 80   | HD 53705              | 고물자리         | 53          | G3V    |                |
| 81   | HD 55575              | 살쾡이자리       | 55          | G0V    |                |
| 82   | 에리다누스자리 Q1     | 에리다누스자리   | 57          | F9V    | 1              |
| 83   | HD 65907              | 용골자리         | 53          | G0V    |                |
| 84   | 뱀주인자리 12         | 뱀주인자리       | 32          | G0V    |                |
| 85   | 황새치자리 감마       | 황새치자리       | 66          | F4III  |                |
| 86   | HD 25457              | 에리다누스자리   | 63          | F5V    |                |
| 87   | 글리제 570            | 천칭자리         | 19          | K4Ve   |                |
| 88   | HD 33564              | 기린자리         | 68          | F6V    | 1              |
| 89   | 그물자리 카파         | 그물자리         | 70          | F5IV-V |                |
| 90   | 살쾡이자리 22         | 살쾡이자리       | 65          | F6V    |                |
| 91   | 고물자리 I            | 고물자리         | 69          | F0IV   |                |
| 92   | HD 212330             | 큰부리새자리     | 67          | G3IV   |                |
| 93   | HD 91324              | 돛자리           | 71          | F6V    |                |
| 94   | 오리온자리 71         | 오리온자리       | 69          | F6V    |                |
| 95   | 제단자리 람다         | 제단자리         | 71          | F3IV   |                |
| 96   | 용자리 프시           | 용자리           | 72          | F5IV-V |                |
| 97   | 글리제 777            | 백조자리         | 59          | G6IV   | 2              |
| 98   | HD 172051             | 궁수자리         | 42          | G5V    |                |
| 99   | HD 4391               | 봉황새자리       | 49          | G1V    |                |
| 100  | 테이블산자리 파이     | 테이블산자리     | 67          | G1IV   | 1              |

## 참고 문헌
1. ↑  “NASA budget statement”. Planetary Society. 2006년 2월 6일. 2006년 6월 16일에 원본 문서에서 보존된 문서. 2008년 9월 1일에 확인함.
2. ↑  “NASA President's FY 2007 Budget Request” (PDF). 2021년 2월 28일에 원본 문서 (PDF)에서 보존된 문서. 2008년 9월 1일에 확인함.
3. ↑  “House subcommittee helps save our science”. Planetary Society. 2006년 6월 14일. 2006년 9월 20일에 원본 문서에서 보존된 문서. 2008년 9월 1일에 확인함.
4. ↑  Charles Q. Choi (2007년 4월 18일). “New Technique Will Photograph Earth-Like Planets”. Space.com.
5. ↑  TPF C's Top Target Stars 보관됨 2016-03-03 - 웨이백 머신 Space Telescope Science Institute